# Тендельти
Тендельти (араб. تندلتي‎) — город на юге Судана, расположенный на территории штата Белый Нил.

## Географическое положение
Город находится в юго-западной части штата, на высоте 400 метров над уровнем моря.
Тендельти расположен на расстоянии приблизительно 95 километров к западу-юго-западу (WSW) от Рабака, административного центра провинции и на расстоянии 275 километров к юго-юго-западу (SSW) от Хартума, столицы страны.

## Демография
По данным официальной переписи 1983 года, население составляло 15 509 человек.
Динамика численности населения города по годам:
| 1973   | 1983   | 2012   |
| ------ | ------ | ------ |
| 10 028 | 15 509 | 40 333 |

## Транспорт
Тендельти соединён автодорогами с городами Кости и Умм-Руваба. Ближайший гражданский аэропорт расположен в городе Кости.